# Kvæsthus
Kvæsthus var et hospital for kvæstede (sårede militære); senere anvendtes det tillige som lemmestiftelse.
I 1618 oprettedes et bådsmændenes sygehus, rimeligvis ved den nuværende Holmens Kirke, det 1628 flyttedes til Gothersgade og derfra 1658 til Sejlhuset på Bremerholm (ved det Kongelige Teater), hvorefter det kaldtes Kvæsthuset, der senere deltes i et søkvæsthus og et landkvæsthus eller Krigshospitalets Ladegård, fordi det indrettedes på Københavns Ladegård.
Oprindeligt skulle Kvæsthuset kun anvendes som sygehus, medens invaliderne anbragtes i de almindelige lemmestiftelser, men de blev stiftelser med enkelte sygestuer, og de oprettedes også i det 18. århundrede ved andre lemmestiftelser som Vartov. I Norge oprettedes et kvæsthus 1679, men dets historie er så godt som ukendt.